# EuroHockey Nations Trophy (Halle, Damen) 2002
Die EuroHockey Nations Trophy (Halle, Damen) 2002 war die vierte Auflage der Hallenhockey-„B-EM“. Sie fand vom 25. bis 27. Januar in Rotterdam, Niederlande statt.
Die Niederlande und Belarus stiegen in die „A-EM“ auf.

## Vorrunde

### Gruppe A
| Rang | Land        | Tore  | Punkte |
| ---- | ----------- | ----- | ------ |
| 1    | Belarus     | 33:9  | 12     |
| 2    | Niederlande | 24:11 | 6      |
| 3    | Polen       | 19:12 | 3      |
| 4    | Schweiz     | 10:25 | 0      |
| 5    | Finnland    | 2:31  | 0      |

| Polen       | – | Schweiz  | 8:2  |
| Belarus     | – | Finnland | 8:1  |
| Belarus     | – | Schweiz  | 11:1 |
| Niederlande | – | Finnland | 10:0 |
| Belarus     | – | Polen    | 7:1  |
| Niederlande | – | Schweiz  | 5:1  |
| Polen       | – | Finnland | 7:0  |
| Niederlande | – | Belarus  | 6:7  |
| Schweiz     | – | Finnland | 6:1  |
| Niederlande | – | Polen    | 3:3  |

## Spiel um Platz 3
Polen 4:3  Schweiz

## Finale
Belarus 3:7  Niederlande